# Yellowstone nationalpark

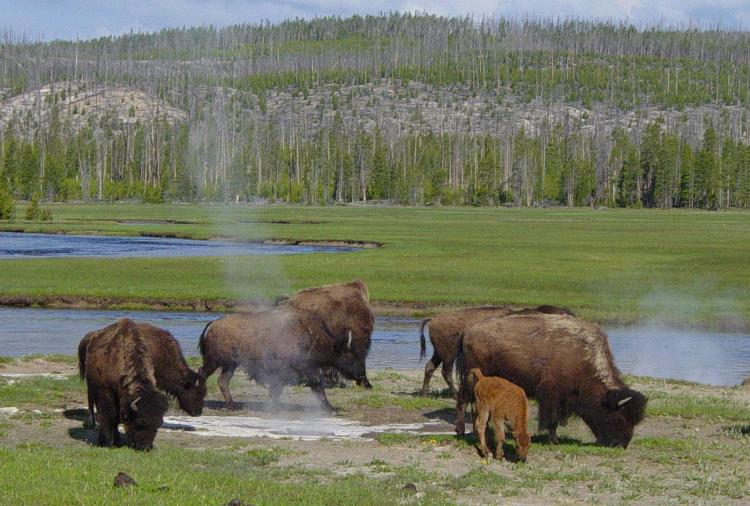
Bisonoxar i Yellowstone.

Yellowstone nationalpark (engelska: Yellowstone National Park) är en nationalpark belägen i de amerikanska Klippiga bergen i delstaterna Idaho, Montana och Wyoming i nordvästra USA. Yellowstone instiftades 1872 och är därmed världens äldsta nationalpark. Den täcker en yta på cirka 8 980 km² (ungefär lika stor som Södermanland). Nästan hela parkens yta (96 procent) ligger i nordvästra hörnet av Wyoming. Parken är berömd för sin rika variation av gejsrar, varma källor och andra geotermiska företeelser. Dessutom har parken över 290 vattenfall. Parken är till stor del belägen i den kaldera, som bildats vid Yellowstone-vulkanens utbrott för 640 000 år sedan. 
I parken lever grizzlybjörnar, vargar och fria hjordar av bisonoxar, älgar, wapiti-hjortar, svartbjörnar, svartsvanshjort och annat. Nationalparken är kärnan i Större Yellowstones ekosystem, ett av de största intakta ekosystemen i tempererade områden som finns kvar på jorden.
Den 26 oktober 1976 blev området uppsatt som ett biosfärområde och 8 september 1978 blev nationalparken uppsatt på Unescos världsarvslista. Parken fick sitt namn från de gula ("yellow" på engelska) berg som finns i Yellowstones Grand Canyon – en djup klyfta i Yellowstoneplatån, som formats av översvämningar under gångna istider och av erosion från Yellowstonefloden.

## Utforskandet av regionen
1806 lämnade John Colter Lewis och Clarks expedition för att följa en grupp pälsjägare och blev därmed troligen de första västerlänningar som besökte regionen och mötte dess ursprungsbefolkning. Efter att ha överlevt skador han åsamkats i ett slag mot Crow- och Blackfootindianer gjorde han en beskrivning av platsen han kallade "fire and brimstone". Den bortförklarades av många som delirium.
Bergsmannen Jim Bridger återkom 1857 från en expedition som utforskat parkens område och berättade historier om kokande källor, sprutande vatten, glasberg samt gula stenar. Dessa rapporter ignorerades i hög utsträckning då Bridger var känd för att hitta på skrönor. Icke desto mindre väckte hans historier intresse hos upptäckare och geologen F V Hayden som 1859 startade en två år lång undersökning av Missouriflodens övre region med Bridger som guide och med undersökaren W F Raynolds från USA:s armé. Gruppen nådde upp till Yellowstoneregionen, men kunde inte fortsätta på grund av kraftiga snöoväder. Det pågående amerikanska inbördeskriget satte därefter stopp för alla försök att utforska regionen och Hayden kunde inte slutföra sitt mål de närmsta 11 åren.

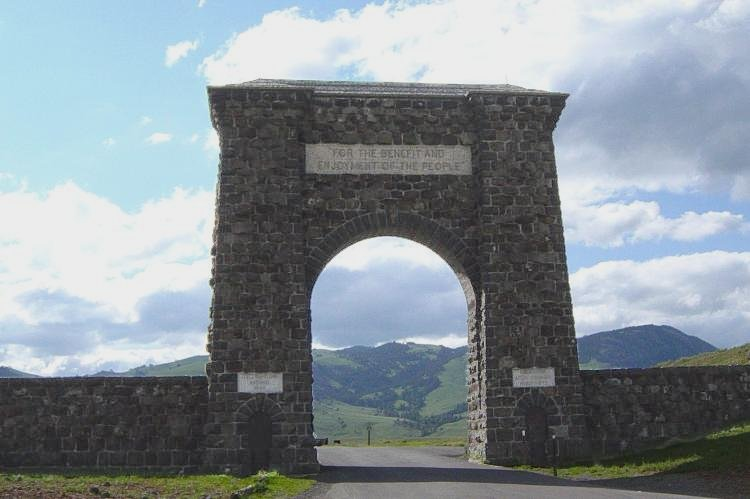
Norra entrén till Yellowstone i Montana.

Efter inbördeskrigets slut organiserade en grupp Montanabor Washburn-Langford-Doaneexpeditionen ledd av undersökningsgeneralen i Montana, Henry Washburn. Med i gruppen var Nathaniel P Langford, som senare skulle bli känd som ”Nationalpark” Langford och ett armédetachement ledd av löjtnant Gustavus Doane. Expeditionen tillbringade omkring en månad under 1870 för att utforska regionen, samlade in prov och namngav intressanta platser.
1871 ledde Hayden en andra, större expedition, vilken nu var sponsrad av regeringen. Han sammanställde en omfattande rapport om Yellowstone, vilken inkluderade fotografier i storformat tagna av William Henry Jackson och målningar av Thomas Moran. Denna rapport hjälpte till att övertyga kongressen att dra tillbaka regionen från allmän auktion. Året därpå, den 1 mars 1872, skrev USA:s president Ulysses S. Grant under ett lagdokument som grundade Yellowstone nationalpark.
Langford arbetade i fem år utan betalning som den första superintendenten i parken och följdes av flera andra superintendenter (som alla arbetade mot minimal ersättning). Den andra superintendenten var Philetus Norris som i själva verket ställde upp frivilligt för positionen, efter att ha rest genom Yellowstone och bevittnat dess problem med egna ögon. Under hans ämbetstid började kongressen till slut ge superintendenten en lön och minimala ekonomiska resurser för att driva parken. Han använde dessa pengar för att utöka besöksmöjligheterna och vidare utforskning av Yellowstone. Norris anställde också Harry Yount, kallad Rocky Mountain Harry, för att få kontroll på tjuvjakt och vandalism i parken. Ytterligare tre superintendenter följde, men ingen var lika effektiv på att stoppa förstörelsen av Yellowstones naturresurser. 
Detta pågick till 1886 då armén gavs uppgiften att sköta parken, se Fort Yellowstone. Armén hade sedan huvudmannaskapet för parken fram till 1916 då kontrollen gavs till en civil styrka av skogvaktare under det nyinstiftade ”National Park Service”.

### Mänsklig historia
De första spåren av människor i området daterar sig till för omkring 12 000 år sedan. Området var känt av ursprungsbefolkningen i Amerika som "Mitzi-a-dazi" (gula stenarnas flod), på grund av de hydrotermiska förändringarna på järnhaltiga gula berg i Grand Canyon i Yellowstone (många tror felaktigt att färgen kommer från svavel).
De som jagade och fiskade i Yellowstoneregionen utnyttjade den stora mängden obsidian som finns i parken för att skapa skärverktyg och vapen. Pilhuvuden gjorda av obsidian från Yellowstone har hittats så långt borta som i Mississippidalen, vilket starkt indikerar att det en gång i tiden fanns en allmän obsidianhandel mellan infödda i Yellowstone och stammar längre österut.

## Geografi
Nationalparken är belägen i nordvästra USA i Klippiga bergen. 96 procent av dess yta ligger i delstaten Wyoming. Resten ligger i Idaho och Montana. Nationalparken är belägen på båda sidor av Nordamerikanska vattendelaren, utgörs till större delen av en högplatå omgiven av berg, och dräneras av flera floder. Parkgränser sträcker sig mot klippiga bergstoppar, sjöar, djupa dalar och stora skogar.
En stor del av nationalparkens totala yta utgörs av berg och vulkaner. Vulkanerna har en medellängd på ungefär 2 400 meter, medan det högsta berget är Eagle Peak med en höjd på 3 462 meter.

## Geologi

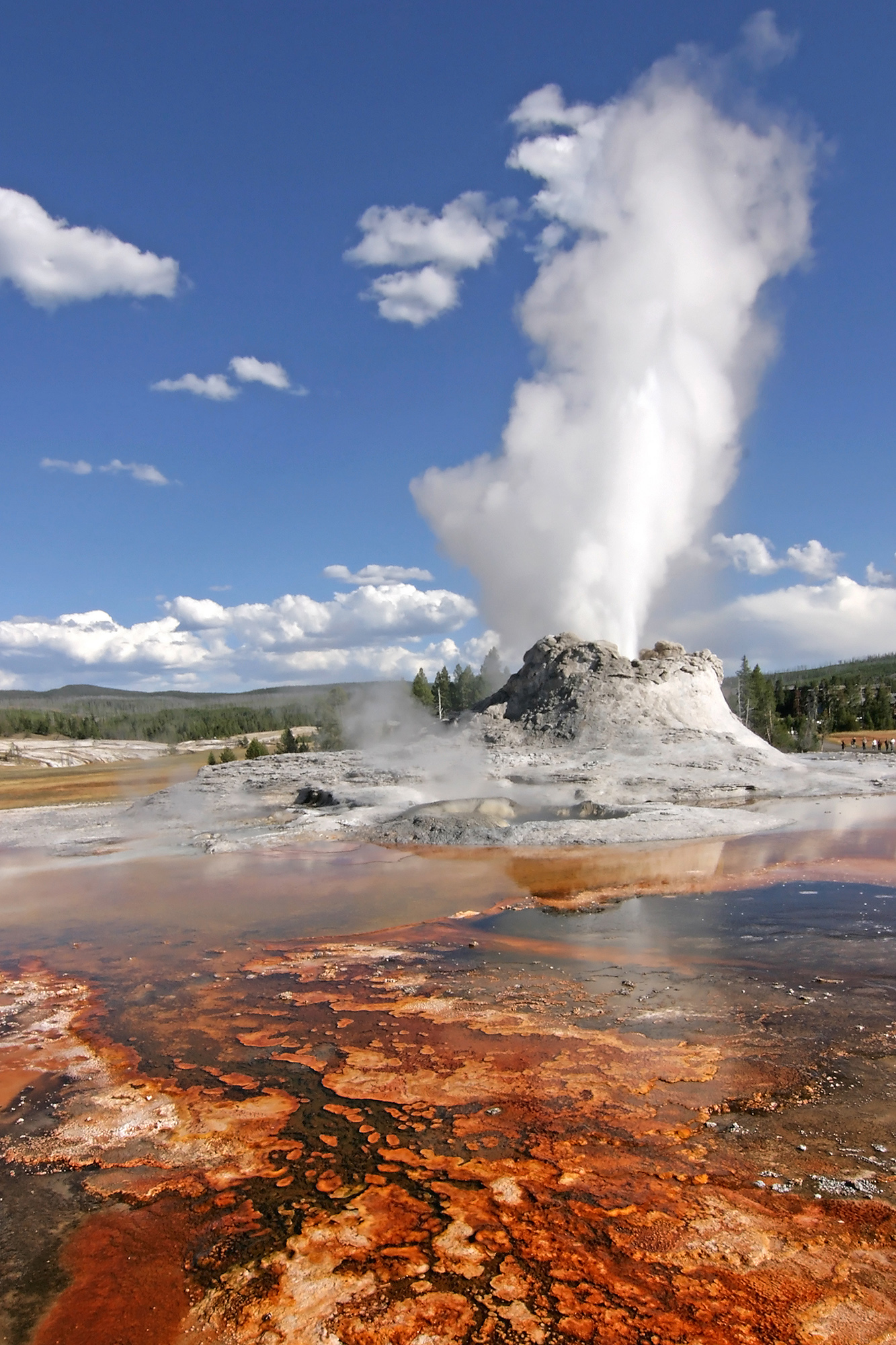
Gejsern Castle i Yellowstone.

Det mesta av området ligger ovanpå en vilande vulkan som visar tecken på ökad aktivitet. Det finns fler gejsrar och heta vattenkällor här än någon annanstans på jorden.

## Klimat
Nationalparken har ett relativt varierat klimat, då den varmaste sommaren är juli då det brukar bli upp till 27°C på dagarna. På vintrarna däremot går temperaturen ofta inte högre än -4°C och sjunker ibland ända ner till -18°C och till och med lägre än så på natten.

## Vulkanism

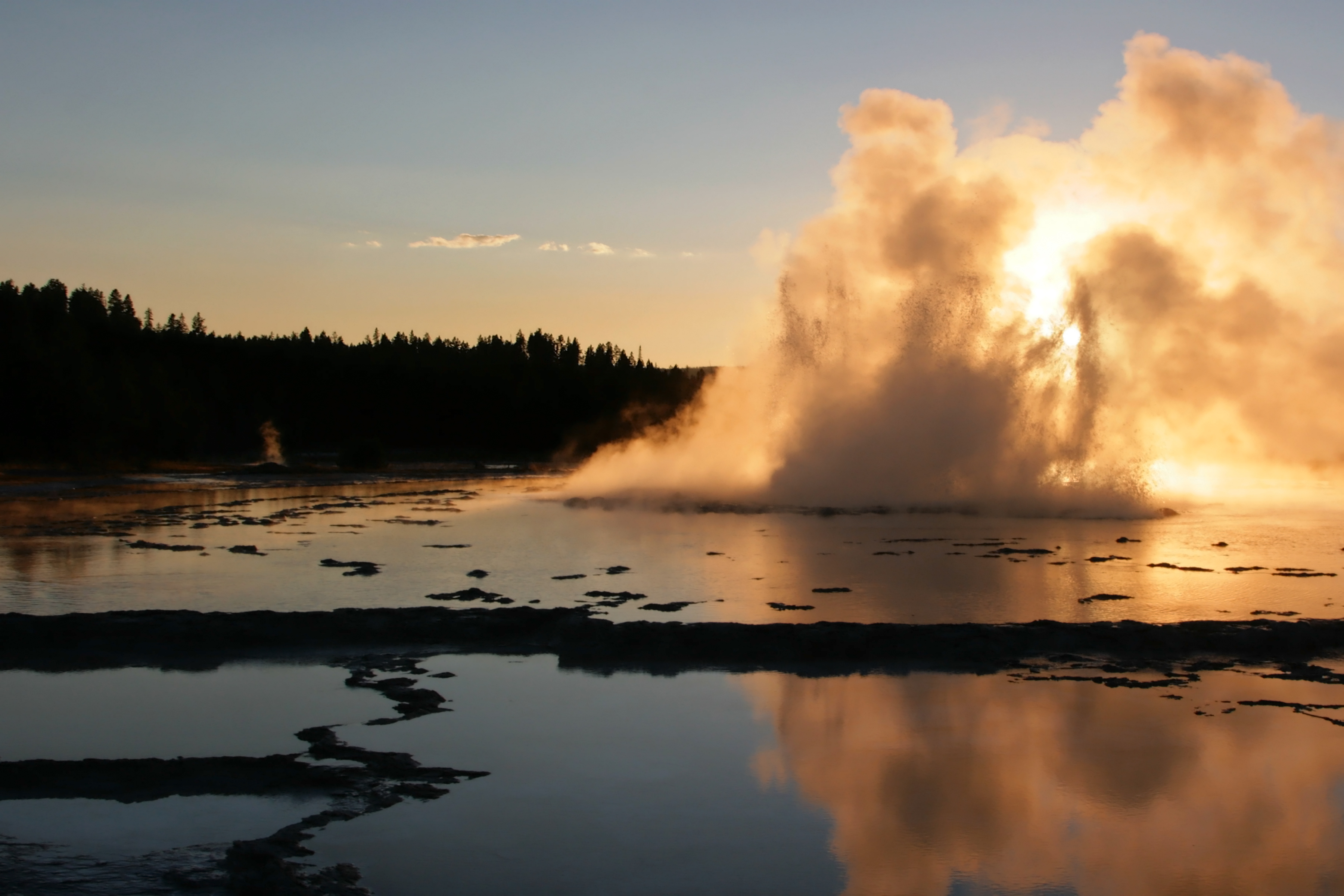
Great Fountain Geyser.

Yellowstone-vulkanen är en av planetens supervulkaner, vulkaner med kapacitet att göra enorm skada. 
Vulkanen hade ett gigantiskt utbrott för 640 000 år sedan. Ett område flera kvadratmil stort i de centrala delarna av parken exploderade. De omgivande områdena förstördes och hela västra USA samt en stor del av amerikanska mellanvästern, norra Mexiko och en del områden på östra Stillahavskusten täcktes av aska och askflöden. Det skapade den 70 km långa och 30 km breda Yellowstone-kalderan ovanpå en gigantisk magmakammare. Det var innan den moderna människan, Homo sapiens hade utvecklats. Minst två andra omvälvande händelser föregicks denna.
Yellowstone får normalt ett utbrott vart 600 000:e år. Dess utbrott är de största man känner till på jorden och producerar dramatiska klimatförändringar efteråt. 
2003 skedde märkbara förändringar i den termiska aktiviteten. De ledde till att man stängde vissa delar av parken. Andra upptäckter inkluderar att en bula har växt fram i Yellowstonesjön. 10 mars 2004 upptäckte en biolog 5 döda bisonoxar som hade inhalerat ett utsläpp av toxiska geotermiska gaser. Strax efter i april 2004 upplevde parken en våg av jordbävningar. Vetenskapsmän kan inte säga hur de ska tolka dessa nyligen uppkomna händelser. USA:s regering svarade med att satsa större resurser på att övervaka vulkankraterområdet och be besökare att följa skyltade säkra spår.

## Biologi och ekologi
Den vanligaste trädsorten är contortatall. Andra vanliga trädsorter är granar, ädelgranar och aspar. Det finns minst 600 trädsorter, vissa finns ingen annanstans i världen.
Yellowstone har en av USA:s största megafauna. Det finns bland annat bisonoxar, grizzlybjörnar, svartbjörnar, kronhjortar, älgar, gaffelantiloper, järvar, vargar och pumor.
Bävern har varit utrotad i Yellowstone. Även om det fanns bäver högre upp i Yellowstonefloden som på egen hand kanske hade kunnat sprida sig in i nationalparken påskyndades i alla fall utvecklingen av bäverstammen genom den utplantering som gjordes i mitten av 1990-talet. Mellan 1996 och 2006 växte antalet bäverkolonier från en till nio.  En bidragande faktor bakom ökningen var vargens återkomst till nationalparken, vilket inneburit färre wapitihjortar och därmed mer av det för bävrarna begärliga videt.
Det finns ungefär 1 350 upptäckta arter av växter i nationalparken.

## Skogsbränder

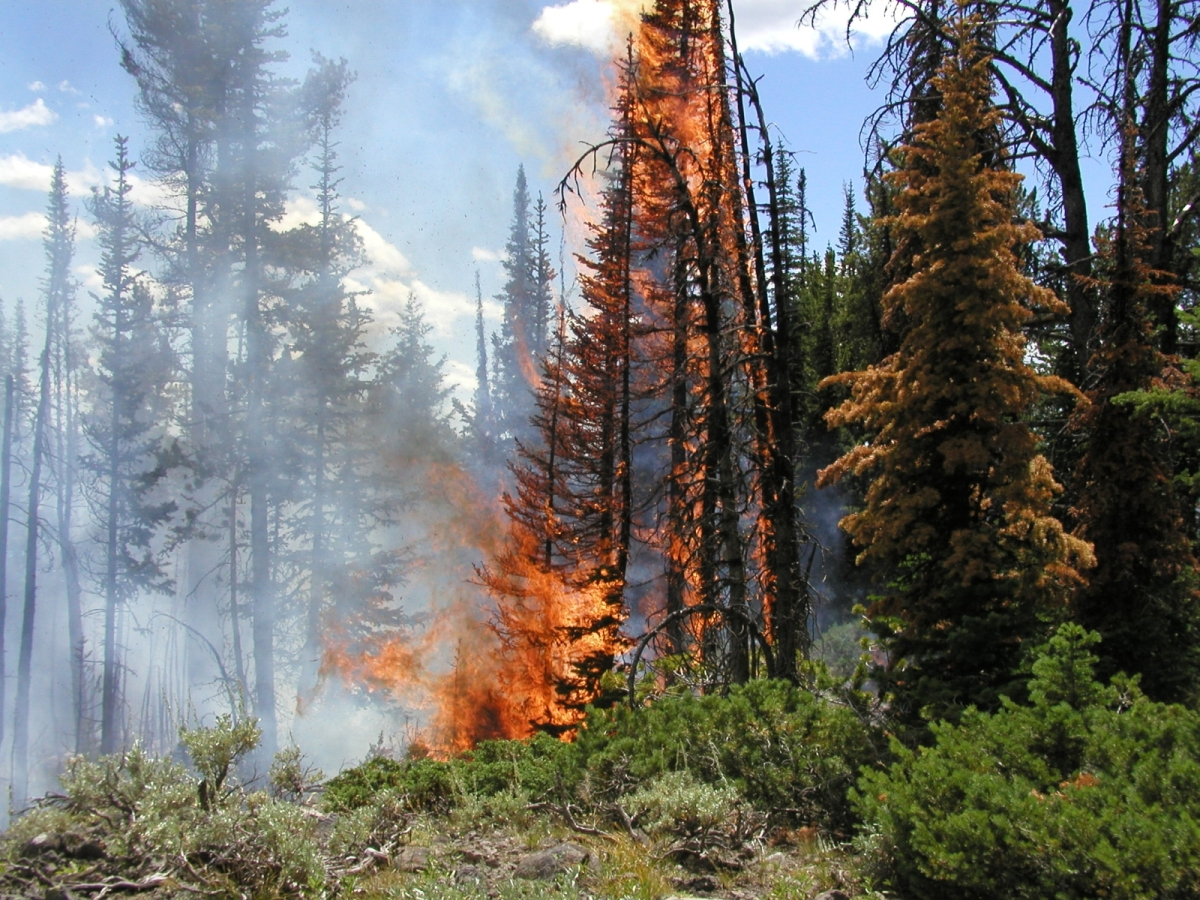
En skogsbrand 1988.

En serie blixtnedslag gav 1988 upphov till en stor skogsbrand i delar av parken. Tusentals brandmän bekämpade eldsvådan för att förhindra byggnader från att bli lågornas rov. Kontroversiellt nog gjordes inga försök att totalt utrota bränderna utan de fick brinna till dess höstregnen föll. Ekologer menade att bränder är en del av Yellowstones ekosystem och att då stoppa bränderna helt (som varit praxis tidigare) skulle resultera i en chockad, sjuk och försvagad skog. Relativt få djur i parken dog av bränderna och efter eldsvådan har många ungträd växt upp på egen hand, gamla utblickar blev synliga åter igen och många tidigare okända arkeologiskt och geologiskt intressanta platser hittades och katalogiserades av vetenskapsmän. National Park Service har idag en policy att skapa små kontrollerade bränder för att förhindra en ny farlig okontrollerbar skogsbrand.